# Beigebröstad empid
Beigebröstad empid (Empidonax fulvifrons) är en fågel i familjen tyranner inom ordningen tättingar. Den förekommer huvudsakligen i Centralamerika, men även in i sydvästra USA.

## Utseende och läte
Beigebröstad empid är en del av släktet Empidonax vars arter är notoriskt svåra att skilja åt på utseende med sina grå eller olivgrå ovansidor och svarta vingar försedda med vingband. Denna art är dock ovanligt lätt att bestämma genom den lilla storleken (11,5–13 cm), kort näbb och stjärt samt framför allt bjärt beigeorange på bröst och halssida. Sången består av två liknande fraser som alterneras, i engelsk litteratur återgivet som "PIdew piDEW PIdew...". Lätet är ett torrt "pit" som är både vassare och ljusare än lätet hos andra empider.

## Utbredning och systematik
Beigebröstad empid delas in i sex underarter med följande utbredning:
- Empidonax fulvifrons pygmaeus – förekommer i sydvästra USA och nordvästra Mexiko (Sonora i Coahuila)
- Empidonax fulvifrons fulvifrons – förekommer i bergen i nordöstra Mexiko (Tamaulipas och San Luis Potosí)
- Empidonax fulvifrons rubicundus – förekommer i Mexiko (Chihuahua och Durango till Guerrero och Veracruz)
- Empidonax fulvifrons brodkorbi – förekommer i södra Mexiko (Rio Molino-området i södra Oaxaca)
- Empidonax fulvifrons fusciceps – förekommer från sydöstra Mexiko (Chiapas) till Guatemala och El Salvador
- Empidonax fulvifrons inexpectatus – förekommer i Honduras

Beigebröstad empid tros vara närmast släkt med arterna berg-, gran-, dvärg-, tall- och gråempid samt svarthättad empid.

## Levnadssätt
Fågeln häckar i busk- och betesmarker samt skogslandskap med inslag av tall och ek. Födan består av leddjur. Den häckar från slutet av maj till juli i USA och mellan mitten av mars och mitten av september i Mexiko.

## Status och hot
Arten har ett stort utbredningsområde och en stor population, men tros minska i antal, dock inte tillräckligt kraftigt för att den ska betraktas som hotad. Internationella naturvårdsunionen IUCN kategoriserar därför arten som livskraftig (LC). Världspopulationen uppskattas till två miljoner individer.